# United States Department of Education
Het United States Department of Education (ED) is het Amerikaans ministerie van Onderwijs. Het werd op 17 oktober 1979 opgericht. Sinds 2025 is Linda McMahon de minister van Onderwijs in het kabinet van president Donald Trump.